# Marianna Cope
Marianna (al secolo Barbara) Cope (Heppenheim, 23 gennaio 1838 – Molokai, 9 agosto 1918) è stata una religiosa statunitense della congregazione delle terziarie francescane di Syracuse. Beatificata nel 2005, è stata proclamata santa da papa Benedetto XVI nel 2012.

## Biografia
Originaria dell'Assia, da bambina emigrò assieme ai genitori nello stato di New York. Dopo la morte del padre, avvenuta nel 1862, entrò come novizia tra le suore della congregazione del terz'ordine francescano di Syracuse: assunse il nome religioso di suor Marianna.
Inizialmente lavorò come insegnante in una scuola per i figli degli immigrati tedeschi, poi come infermiera negli ospedali di Utica e Syracuse; nel 1870 entrò a far parte del governo generale della congregazione e nel 1877 fu eletta superiora generale.
Nel 1883 partì come missionaria per le Hawaii, dove prestò servizio come infermiera nei lebbrosari di Honolulu e Molokai: lavorò a lungo con il missionario picpusiano belga Damiano de Veuster e, dopo la morte di questi (1889), ne continuò l'opera. Morì a Molokai nel 1918.

## Il culto
Il processo di canonizzazione ebbe inizio nel 1983. Il 19 aprile 2004 papa Giovanni Paolo II ne decretò le "virtù eroiche" riconoscendole il titolo di venerabile. I suoi resti furono traslati da Molokai alla cappella della casa-madre della sua congregazione a Syracuse.
Papa Benedetto XVI l'ha proclamata beata il 14 maggio 2005, nel corso del primo rito di beatificazione da lui presieduto; lo stesso pontefice l'ha canonizzata il 21 ottobre 2012. La memoria liturgica è stata fissata al 9 agosto, giorno della sua morte.